# Cal Ricard Mata
Cal Ricard Mata és una casa modernista de Reus (Baix Camp) inclosa en l'Inventari del Patrimoni Arquitectònic de Catalunya, projectada per l'arquitecte Pere Caselles.

## Descripció
És una casa unifamiliar entre mitgeres on Pere Caselles adoptà una solució per l'estreta façana, que recorda l'aplicada al número 19 del carrer de les Galanes, corresponent a la biblioteca de Pau Font de Rubinat, però en aquest cas, la construcció encara és dins l'historicisme, ja que utilitza elements derivats de l'arquitectura gòtica, com per exemple la barana de pedra artificial amb treball de traceria al balcó principal, un arc de mig punt, muntants i persianes de llibret, i en el segon pis, una galeria de tres finestres amb arc trevolat i cornisa de motllures. La planta baixa té un sol buit igual que el primer pis, però aquesta ampla obertura balconera dona pas a tres buits en el segon pis. L'edifici acaba amb una barana correguda i té un terrat a la catalana. Com ja havia fet a l'inici de la seva carrera, com a les cases Punyed i Querol, al carrer de Llovera, Caselles combina el mur d'obra vista amb els elements puntuals de pedra. La composició de la façana és simètrica segons un eix central.

## Història
Ricard Mata i Miarons, germà d'Eugeni Mata, era doctor en medicina i cirurgia. Havia estat vocal del primer consell d'administració del Manicomi de Reus i després en va ser president. Formava part del consell de redacció del Boletín del Colegio de Médicos del Partido de Reus i va ser president del Col·legi de Metges de Reus mentre va existir aquesta entitat. Va encarregar aquesta casa com a habitatge a Pere Caselles l'any 1909.